# Croizet-sur-Gand
Croizet-sur-Gand è un comune francese di 280 abitanti situato nel dipartimento della Loira della regione dell'Alvernia-Rodano-Alpi.

## Società

### Evoluzione demografica
Abitanti censiti